# Olympische Winterspiele 2010/Bob – Zweierbob (Männer)
Beim Zweierbob der Männer bei den Olympischen Winterspielen 2010 fanden insgesamt vier Läufe statt. Die ersten beiden Läufe wurden am 20. Februar 2010 ausgetragen. Der dritte und vierte Lauf fanden am 21. Februar 2010 statt. Ausgetragen wurde der Zweierbobwettbewerb der Männer im Whistler Sliding Centre.
Dem deutschen Bobsport gelang ein Doppelsieg. André Lange holte gemeinsam mit Kevin Kuske seine vierte olympische Goldmedaille, während Thomas Florschütz und Richard Adjei die Silbermedaille holten. Der dritte Rang ging an den Bob von Alexander Subkow und Alexei Wojewoda aus Russland.

## Ergebnisse
| Rang | Nr. | Athleten                                  | Land               | Lauf            | Lauf            | Lauf            | Lauf               | Gesamt          |
| Rang | Nr. | Athleten                                  | Land               | 1               | 2               | 3               | 4                  | Gesamt          |
| ---- | --- | ----------------------------------------- | ------------------ | --------------- | --------------- | --------------- | ------------------ | --------------- |
| 1    | 4   | André Lange Kevin Kuske                   | Deutschland        | 51,59 s         | 51,72 s         | 51,57 s         | 51,77 s            | 3:26,65 min     |
| 2    | 2   | Thomas Florschütz Richard Adjei           | Deutschland        | 51,57 s         | 51,85 s         | 51,62 s         | 51,83 s            | 3:26,87 min     |
| 3    | 7   | Alexander Subkow Alexei Wojewoda          | Russland           | 51,79 s         | 52,02 s         | 51,80 s         | 51,90 s            | 3:27,51 min     |
| 4    | 1   | Ivo Rüegg Cédric Grand                    | Schweiz            | 51,76 s         | 52,18 s         | 51,92 s         | 51,99 s            | 3:27,85 min     |
| 5    | 9   | Pierre Lueders Jesse Lumsden              | Kanada             | 51,94 s         | 52,12 s         | 51,87 s         | 51,94 s            | 3:27,87 min     |
| 6    | 6   | Steven Holcomb Curtis Tomasevicz          | Vereinigte Staaten | 51,89 s         | 52,04 s         | 51,98 s         | 52,03 s            | 3:27,94 min     |
| 7    | 11  | Dmitri Abramowitsch Sergei Prudnikow      | Russland           | 52,03 s         | 52,40 s         | 52,11 s         | 51,92 a            | 3:28,46 min     |
| 8    | 25  | Edgars Maskalāns Daumants Dreiškens       | Lettland           | 52,16 s         | 52,32 s         | 52,17 s         | 52,43 s            | 3:29,08 min     |
| 9    | 3   | Karl Angerer Gregor Bermbach              | Deutschland        | 52,23 s         | 52,43 s         | 52,19 s         | 52,44 s            | 3:29,29 min     |
| 10   | 8   | John Napier Steven Langton                | Vereinigte Staaten | 52,28 s         | 52,45 s         | 52,31 s         | 52,36 s            | 3:29,40 min     |
| 11   | 14  | Nicolae Istrate Florin Crăciun            | Rumänien           | 52,19 s         | 52,41 s         | 52,40 s         | 52,43 s            | 3:29,43 min     |
| 12   | 13  | Mike Kohn Nick Cunningham                 | Vereinigte Staaten | 52,47 s         | 52,71 s         | 52,25 s         | 52,35 s            | 3:29,78 min     |
| 13   | 16  | Ivo Danilevič Jan Stokláska               | Tschechien         | 52,73 s         | 52,59 s         | 52,52 s         | 52,44 s            | 3:30,28 min     |
| 14   | 10  | Edwin van Calker Sybren Jansma            | Niederlande        | 52,37 s         | 52,83 s         | 52,63 s         | 52,62 s            | 3:30,45 min     |
| 15   | 5   | Lyndon Rush David Bissett Lascelles Brown | Kanada             | 51,67 s         | 54,70 s         | 51,93 s         | 52,16 s            | 3:30,46 min     |
| 16   | 19  | Dawid Kupczyk Marcin Niewiara             | Polen              | 52,45 s         | 52,91 s         | 52,42 s         | 52,72 s            | 3:30,50 min     |
| 17   | 18  | Fabrizio Tosini Sergio Riva               | Italien            | 52,84 s         | 52,83 s         | 52,34 s         | 52,65 s            | 3:30,66 min     |
| 18   | 15  | Jürgen Loacker Christian Hackl            | Österreich         | 52,55 s         | 52,86 s         | 52,73 s         | 52,64 s            | 3:30,78 min     |
| 19   | 21  | Patrice Servelle Sébastien Gattuso        | Monaco             | 52,96 s         | 52,61 s         | 52,71 s         | 52,56 s            | 3:30,84 min     |
| 20   | 20  | Milan Jagnešák Petr Narovec               | Slowakei           | 53,18 s         | 53,16 s         | 52,73 s         | 52,99 s            | 3:32,06 min     |
| 21   | 23  | Hiroshi Suzuki Ryuichi Kobayashi          | Japan              | 53,24 s         | 53,30 s         | 53,13 s         | nicht qualifiziert | 2:39,67 min     |
| 22   | 17  | Chris Spring Duncan Harvey Anthony Ryan   | Australien         | 53,14 s         | 54,41 s         | 53,18 s         | nicht qualifiziert | 2:40,73 min     |
| –    | 22  | Michael Klingler Thomas Dürr              | Liechtenstein      | 56,18 s         | DNS             | ausgeschieden   | ausgeschieden      | ausgeschieden   |
| –    | 27  | Jeremy Rolleston Duncan Pugh              | Australien         | DNF             | ausgeschieden   | ausgeschieden   | ausgeschieden      | ausgeschieden   |
| –    | 26  | Wolfgang Stampfer Jürgen Mayer            | Österreich         | 52,31 s         | disqualifiziert | disqualifiziert | disqualifiziert    | disqualifiziert |
| –    | 24  | John Jackson Dan Money                    | Großbritannien     | disqualifiziert | disqualifiziert | disqualifiziert | disqualifiziert    | disqualifiziert |
| –    | 12  | Simone Bertazzo Samuele Romanini          | Italien            | 52,33 s         | 52,88 s         | 52,57 s         | disqualifiziert    | disqualifiziert |